# سليمان بارجيني
سليمان باشا بارجيني (بالألبانية: Sylejman pashë Bargjini، بالإنجليزية: Sulejman Pasha Bargjini، بالتركية: Berkinzâde Süleyman Paşa): كان جنرالًا من أصل ألباني، ونبيلًا، وحاكمًا للدولة العثمانية. كان أصله من بارجين، لكنه استقر في قرية موليت، ألبانيا وربما خدم في الجيش الإنكشاري، نال لقب باشا. قاتل مع العثمانيين ضد الصفويين في بلاد فارس. قام بعد ذلك ببناء مسجد سليمان باشا، ومخبز، وحماما عاما (ساونا إسلامية). أسس مستوطنة تيرانا، عاصمة ألبانيا حاليًا، في 1614 كمدينة على الطراز الشرقي في ذلك العصر.
بفضل تأسيسات سليمان، سرعان ما أصبحت تيرانا مركزًا للفن والثقافة والدين الألباني (خاصة مع انتشار الإسلام والتصوف البكتاشي)، وأصبحت مشهورة بسبب موقعها الاستراتيجي في وسط ألبانيا.